# Stanisław Ferdynand Rzewuski
Stanisław Ferdynand Rzewuski herbu Krzywda (ur. 1737 roku w Podhorcach, zm. 16 czerwca 1786 roku w Pohrebyszczach) – chorąży wielki litewski w latach 1760–1781, podstoli wielki litewski w 1759 roku, starosta chełmski w latach 1758-1769, rotmistrz pancerny w 1755 roku.

## Życiorys
Syn Wacława Piotra Rzewuskiego, brat Józefa i Seweryna, ojciec Adama Wawrzyńca i Seweryna.
Poseł na sejm nadzwyczajny  1761 roku z ziemi chełmskiej. Poseł na sejm 1762 roku. Jako poseł z powiatu wiłkomierskiego na sejm konowkacyjny 7 maja 1764 roku podpisał manifest, uznający odbywający się w obecności wojsk rosyjskich sejm za nielegalny. W załączniku do depeszy z 2 października 1767 roku do prezydenta Kolegium Spraw Zagranicznych Imperium Rosyjskiego Nikity Panina, poseł rosyjski Nikołaj Repnin określił go jako posła właściwego dla realizacji rosyjskich planów na sejmie 1767 roku, poseł powiatu nowogródzkiego na sejm 1767 roku.
3 listopada 1768 roku złożył reces od konfederacji barskiej województwa nowogródzkiego.
Był także starostą chełmskim i posłem. W 1760 za zasługi został odznaczony Orderem Orła Białego. W 1757 został mianowany na stopień generała majora wojsk koronnych, a 25 października 1783 generałem majorem armii austriackiej.